# Eurypyga
Eurypyga is een vogelgeslacht uit de familie van de zonnerallen (Eurypygidae). Het geslacht telt één soort.

## Soorten
- Eurypyga helias – Zonneral